# Die Brüder von Sankt Parasitus
Die Brüder von Sankt Parasitus ist ein Kriminalfilm von 1919 der Filmreihe Stuart Webbs.

## Handlung
Webbs versucht eine Erpresserbande zu fassen.

## Hintergrund
Produziert wurde er von der Stuart Webbs-Film Company Reicher und Reicher (München) und der Bayerischen Film-Gesellschaft Fett & Wiesel (München). Er hat eine Länge von drei Akten auf 1301 bzw. 1015 Metern, ca. 71 bzw. 56 Minuten. Die Reichsfilmzensur München belegte ihn am 24. Januar 1921 mit einem Jugendverbot (Nr. 202). Das Schloss am Abhang ist die Fortsetzung dieses Films.